# Хуан Кабрильо
Хуан Родригес Кабрильо (произнасян и транскрибиран и като Кабрийо, на испански: Juan Rodríguez Cabrillo; на португалски: João Rodrigues Cabrilho, Жуау Родригиш Кабрильо) е португалски (въпреки че някои историци го считат за испански) конкистадор, мореплавател, пътешественик-изследовател. Той е първият европеец, който достига брега на днешна Калифорния.

## Ранни години (1499 – 1542)
Много малко се знае за по-ранните години от живота му. Въпреки че повече от едно село в Португалия твърди, че е родно място на Кабрильо, учените отдавна обсъждат дали е от испански или португалски произход. Става известен конкистадор и мореплавател, който служи на испанската кралица.
Като младо момче плава за Новия свят, като през 1520 г. придружава Панфило де Нарваес в неуспешната му наказателна експедиция срещу Ернан Кортес, завоевател на ацтеките в Мексико, а през 1521 г. взима активно участие в превземането на Теночтитлан под ръководството на Кортес.
Кабрильо се включва активно също така и в превземането на други територии – на днешен Салвадор, Гватемала и Хондурас.

## Експедиционна дейност (1542 – 1543)
Влиянието и репутацията му растели бързо, затова по поръчка на испанската корона, на 27 юни 1542 г. Хуан Кабрильо, заедно с щурмана Бартоломеу Ферело (Ферер) с два кораба се отправя на океанско пътешествие, за да проучи възможностите за търговия, търсене на проток между Тихия и Атлантическия океан и нови райони, богати на благородни метали. Тръгва от град Навидад (днешно Акапулко, Мексико) с кораба „Сан Салвадор“ и открива около 1600 км от западния бряг на Северна Америка от п-ов Калифорния до 41º 30` с.ш. Открива залива Магдалена (края на юли 1542, 24º 35` с.ш.), остров Седрос (края на юли, вторично, 28º 15`с.ш.) и залива Сан Кинтин (21 август, 30º 20` с.ш.). На 28 септември 1542 акостира на брега на днешно Сан Диего и го нарича Сан Мигел. На това място в Пойнт Лома, Сан Диего, днес се издига негов паметник, от който се открива прекрасна гледка към Коронадо и залива на Сан Диего. Продължава плаването на север и открива остров Санта Каталина (началото на октомври, 33º 20` с.ш.), остров Сан Клементе (началото на октомври, 32º 50` с.ш.), о-вите Санта Крус, Санта Роса и Сан Мигел (и трите на около 34º с.ш.) и протока Санта Барбара, северно от тях. На север, на 16 ноември, на 38º с.ш. открива залива Дрейк, а по-на юг, на 36º 45` с.ш. – залива Монтерей.
На 23 ноември 1542 г. испанците се завръщат на остров Сан Мигел, където се подготвят за зимуване. Новата 1543 година започва гибелно за испанците. Кабрильо умира на 13 януари 1543 г., като причината за смъртта му е нараняване на скала, от което се образува гангрена. Тялото му е изгорено и не се знае къде точно е погребан. Преди да почине Кабрильо назначава за ръководител на експедицията Бартоломеу Ферело, като му заповядва през пролетта да продължи изследването на крайбрежието на север.
Изпълнявайки предсмъртната воля на своя командир, Ферело вдига котва на 19 януари, но цял месец се бори с противните ветрове в протока Санта Барбара. На 28 февруари достига до 41° 30` с.ш. – около устието на река Кламат. По-на север испанците не успяват да се придвижат поради развилнялата се буря, поемат обратно и на 14 април 1543 г. двата кораба благополучно се завръщат в Навидад.

## Памет
Като израз на почит към първия европеец, стъпил на крайбрежието на днешна Калифорния, е изграден националния монумент Кабрильо, който се намира в южната част на п-ов Пойнт Лома. Националният монумент е изграден през 1913 г. и е поставен през 1939 г. в близост до фара.